# Espero (1927)
«Есперо» (італ. Espero) — ескадрений міноносець типу «Турбіне» ВМС Італії часів Другої світової війни.

## Історія створення
Ескадрений міноносець «Еспероо» був закладений 29 квітня 1925 року на корабельні «Ansaldo» в Сестрі-Потенте (Генуя). Спущений на воду 31 серпня 1927 року, вступив у стрій 4 квітня 1928 року.

## Історія служби

### Довоєнна служба
У 1929-1930 роках есмінець «Есперо» здійснив візити в Іспанію та Егейське море.
У лютому 1932 року разом з крейсером «Тренто» здійснив похід в Китай. Повернувся до Італії того ж року.
У 1936-1938 роках брав участь в громадянській війні в Іспанії, блокуючи постачання республіканців.

### Друга світова війна
З початком Другої світової війни «Есперо» був флагманським кораблем 2-го дивізіону есмінців (в який входили також есмінці «Бореа», «Остро» та «Дзеффіро») та базувався в Таранто.
Командував дивізіоном капітан 1-го рангу Енріко Бароні.

#### Загибель
27 червня 1940 року «Есперо» разом з «Остро» та «Дзеффіро» вирушив з Таранто до Тобрука  у свій перший військовий похід. Кораблі мали доставити в Африку гармати, боєприпаси та артилеристів. 
28 червня конвой був помічений літаючим човном з Мальти. У цей час в морі перебував весь британський Середземноморський Флот, який прикривав конвої, що йшли в Грецію. На перехоплення італійського конвою була відправлена 7-ма ескадра крейсерів під командуванням віце-адмірала Джона Тові у складі 5 легких крейсерів («Оріон» (флагман), «Нептьюн», «Сідней», «Глостер», «Ліверпуль»).
Тові вишикував свої кораблі розтягнутим фронтом та пішов на перехоплення. О 18:33 крейсер «Ліверпуль» помітив італійські кораблі на південний захід від мису Матапан. Через 3 хвилини він відкрив вогонь з дистанції 21 км. Італійські кораблі зразу почали відхід. Але «Есперо» через дефект котла не міг розвивати швидкість понад 25 вузлів. Бароні вирішив пожертвувати одним кораблем, щоб дати змогу врятуватись двом іншим.
«Ліверпуль» доповів про контакт, і о 18:59 вогонь відкрив також флагманський корабель «Оріон». Британські крейсери взяли «Есперо» в кліщі з двох сторін. Італійський есмінець поставив димову завісу та випустив 3 торпеди по «Оріону», але влучити з такої дистанції було неможливо. 
Тові вирішив обійти димову завісу, щоб наздогнати решту есмінців, в той час, коли «Ліверпуль» та «Глостер» продовжували обстріл «Есперо». Але британські артилеристи стріляли невдало, а о 19:20 в «Ліверпуль» влучив снаряд, пошкодивши два торпедні апарати, які, на щастя, не вибухнули. «Ліверпуль» відвернув у сторону, за ним це також зробив «Глостер». Бачачи це, Тові повернув на допомогу своїм кораблям. По італійському есмінцю відкрили вогонь «Нептьюн», «Оріон» та «Сідней».
О 20:00 «Есперо» втратив хід, і Тові кинувся навздогін. Але в цей час вже сутеніло, а британські кораблі витратили значну частину свого боєзапасу, тому Тові з 4-ма кораблями вирушив на Мальту, доручивши «Сіднею» добити італійський корабель.
Коли крейсер підійшов ближче, італійський корабель здійснив ще декілька пострілів. У відповідь британський крейсер дав 4 залпи з близької дистанції. Італійський есмінець перекинувся та затонув.
Загинуло близько 180 італійських моряків, в тому числі Енріко Бароні, який посмертно був нагороджений «Золотою медаллю за військову доблесть». Британці підібрали 47 італійців, 3 з яких згодом померли від поранень.